# I Shot the Sheriff
I Shot the Sheriff is een nummer van de reggaegroep Bob Marley & The Wailers.

## Bob Marley & The Wailers
I shot the sheriff verscheen als eerste op het vierde album Burnin' van Bob Marley & The Wailers uit 1973. Het nummer werd als single uitgebracht maar werd in Nederland en Vlaanderen geen hit.

## Eric Clapton
Eric Clapton coverde het nummer voor zijn album 461 Ocean Boulevard, dit nummer had meer succes dan Marleys versie. Het nummer behaalde de nummer 1-positie in de Amerikaanse Billboard Hot 100. Hiermee is dit tevens Claptons enige nummer 1-notering in de Verenigde Staten.

### Hitnoteringen

#### Nederlandse Top 40
| Hitnotering: 31-08-1974 t/m 26-10-1974 | Hitnotering: 31-08-1974 t/m 26-10-1974 | Hitnotering: 31-08-1974 t/m 26-10-1974 | Hitnotering: 31-08-1974 t/m 26-10-1974 | Hitnotering: 31-08-1974 t/m 26-10-1974 | Hitnotering: 31-08-1974 t/m 26-10-1974 | Hitnotering: 31-08-1974 t/m 26-10-1974 | Hitnotering: 31-08-1974 t/m 26-10-1974 | Hitnotering: 31-08-1974 t/m 26-10-1974 | Hitnotering: 31-08-1974 t/m 26-10-1974 | Hitnotering: 31-08-1974 t/m 26-10-1974 |
| Week:                                  | 1                                      | 2                                      | 3                                      | 4                                      | 5                                      | 6                                      | 7                                      | 8                                      | 9                                      |                                        |
| -------------------------------------- | -------------------------------------- | -------------------------------------- | -------------------------------------- | -------------------------------------- | -------------------------------------- | -------------------------------------- | -------------------------------------- | -------------------------------------- | -------------------------------------- | -------------------------------------- |
| Positie:                               | 19                                     | 9                                      | 8                                      | 5                                      | 5                                      | 8                                      | 13                                     | 16                                     | 35                                     | uit                                    |

#### NederlandseSingle Top 100
| Hitnotering: 24-08-1974 t/m 19-10-1974 | Hitnotering: 24-08-1974 t/m 19-10-1974 | Hitnotering: 24-08-1974 t/m 19-10-1974 | Hitnotering: 24-08-1974 t/m 19-10-1974 | Hitnotering: 24-08-1974 t/m 19-10-1974 | Hitnotering: 24-08-1974 t/m 19-10-1974 | Hitnotering: 24-08-1974 t/m 19-10-1974 | Hitnotering: 24-08-1974 t/m 19-10-1974 | Hitnotering: 24-08-1974 t/m 19-10-1974 | Hitnotering: 24-08-1974 t/m 19-10-1974 | Hitnotering: 24-08-1974 t/m 19-10-1974 |
| Week:                                  | 1                                      | 2                                      | 3                                      | 4                                      | 5                                      | 6                                      | 7                                      | 8                                      | 9                                      |                                        |
| -------------------------------------- | -------------------------------------- | -------------------------------------- | -------------------------------------- | -------------------------------------- | -------------------------------------- | -------------------------------------- | -------------------------------------- | -------------------------------------- | -------------------------------------- | -------------------------------------- |
| Positie:                               | 24                                     | 18                                     | 9                                      | 8                                      | 5                                      | 8                                      | 13                                     | 19                                     | 30                                     | uit                                    |

### NPO Radio 2 Top 2000
| Nummer met noteringen in de NPO Radio 2 Top 2000 | '99  | '00  | '01  | '02  | '03  | '04  | '05  | '06  | '07  | '08  | '09 | '10  | '11  | '12 | '13  |
| ------------------------------------------------ | ---- | ---- | ---- | ---- | ---- | ---- | ---- | ---- | ---- | ---- | --- | ---- | ---- | --- | ---- |
| I Shot the Sheriff                               | 1192 | 1327 | 1664 | 1496 | 1869 | 1434 | 1899 | 1819 | 1676 | 1679 | -   | 1836 | 1864 | -   | 1898 |

1. ↑  Een '-' betekent dat het nummer niet was genoteerd en een vetgedrukt getal geeft de hoogste notering aan.
2. ↑  Deze tabel is bijgewerkt tot en met de laatste editie (2024).

## Warren G
In 1997 maakte Warren G een cover van het nummer. Het verscheen op zijn tweede album Take a look over your shoulder. De single kwam in de Nederlandse Single Top 100 tot nummer 63 terwijl het de Nederlandse Top 40 niet haalde en bleef steken in de Tipparade op een vijfde plaats.

### Hitnotering

#### NederlandseSingle Top 100
| Hitnotering: 22-02-1997 t/m 22-03-1997 | Hitnotering: 22-02-1997 t/m 22-03-1997 | Hitnotering: 22-02-1997 t/m 22-03-1997 | Hitnotering: 22-02-1997 t/m 22-03-1997 | Hitnotering: 22-02-1997 t/m 22-03-1997 | Hitnotering: 22-02-1997 t/m 22-03-1997 | Hitnotering: 22-02-1997 t/m 22-03-1997 |
| Week:                                  | 1                                      | 2                                      | 3                                      | 4                                      | 5                                      |                                        |
| -------------------------------------- | -------------------------------------- | -------------------------------------- | -------------------------------------- | -------------------------------------- | -------------------------------------- | -------------------------------------- |
| Positie:                               | 78                                     | 65                                     | 63                                     | 70                                     | 90                                     | uit                                    |

## Overige covers
Enkele andere artiesten die het nummer hebben gecoverd:
- Alpha Blondy ("J'ai tué le commissaire")
- Glenn Claes (tijdens the voice van Vlaanderen 2012)
- Inner Circle
- Just D
- Tom Morello
- Voodoo Glow Skulls

Bob Marley · Junior Braithwaite · Beverley Kelso · Bunny Wailer · Peter Tosh · Cherry Smith · Constantine "Vision" Walker · Earl "Chinna" Smith · Aston Barrett · Joe Higgs · Earl Lindo · Carlton Barrett · Al Anderson · Alvin Patterson · Junior Marvin · Donald Kinsey · Tyrone Downie · I Threes (Rita Marley · Marcia Griffiths · Judy Mowatt)